# Loc-Envel
Loc-Envel (tiếng Breton: Lokenvel) là một xã của tỉnh Côtes-d’Armor, thuộc vùng Bretagne, tây bắc Pháp.

## Dân số
Người dân ở Loc-Envel được gọi là Locquenvellois hoặc Loc-envelistes.